# Sphaerodactylus macrolepis
Sphaerodactylus macrolepis es una especie de geco del género Sphaerodactylus, familia Sphaerodactylidae, orden Squamata. Fue descrita científicamente por Günther en 1859.

## Descripción
La longitud hocico-respiradero es de 27,54 milímetros.

## Distribución
Se distribuye por Puerto Rico.